# Antão de Noronha
Dom Antão de Noronha (1520 — 1569) foi um militar e nobre português. Foi governador de Ceuta em 1549, 22.º Governador e 9.º Vice-rei da Índia, de 1564 a 1568. Era filho de João de Noronha, portanto neto de Fernando de Menezes, 2.º Marquês de Vila Real e sobrinho de Afonso de Noronha, que o levou para a Índia.
Foi capitão de Ormuz. Durante seu vice-reinado na Índia, defendeu Cananor e Malaca, e reconquistou e reconstruiu Mangalore, com a edificação de uma fortaleza no local. Não deixou descendência.